# A West Virginia Mountaineers 2008-as szezonja
A West Virginia Mountaineers 2008-as szezonja 2008. augusztus 31-én kezdődik a Villanova elleni meccsel. A csapat az előzőidényben 11-2-es mutatóval jutott be a rájátszásba, ahol a 2008-as Fiesta Bowl-on az Oklahoma Sooners csapatát győzte le. Az együttes vezetőedzőjeként az első teljes évét kezdi Bill Stewart.

## Menetrend
| Hét | Dátum                | Ellenfél                                         | Időpont                 | Helyszín                     | TV    | Eredmény | Rangsor | Összefoglaló |
| --- | -------------------- | ------------------------------------------------ | ----------------------- | ---------------------------- | ----- | -------- | ------- | ------------ |
| 1   | 2008. augusztus 31.  | Villanova*                                       | 3:30pm EDT (22:30 CEST) | Mountaineer Field            | ESPN+ | Gy 48-21 | #8      | espn.com     |
| 2   | 2008. szeptember 6.  | East Carolina Pirates*                           | 4:30pm (23:30 CEST)     | Dowdy-Ficklen Stadium        | ESPN  | V 3-24   | #8      | espn.com     |
| 3   | 2008. szeptember 18. | Colorado Buffaloes*                              | 8:30 pm (2.30 CEST)     | Folsom Field                 | ESPN  | V 14-17  | #25     | espn.com     |
| 4   | 2008. szeptember 27. | Marshall Thundering Herd* (Friends of Coal Bowl) | 3:30pm (22:30 CEST)     | Mountaineer Field            | ESPN+ | Gy 27-3  |         | espn.com     |
| 5   | 2008. október 4.     | Rutgers Scarlet Knights                          | 12:00pm (19:00 CEST)    | Mountaineer Field            | ESPN+ | Gy 24-17 |         | espn.com     |
| 6   | 2008. október 11.    | Syracuse Orange †                                | 12:00pm (19:00 CEST)    | Mountaineer Field            | ESPNU | Gy 17-6  |         | espn.com     |
| 7   | 2008. október 23.    | Auburn Tigers*                                   | 7:30pm (1:30 CEST)      | Mountaineer Field            | ESPN  | Gy 34-17 |         | espn.com     |
| 8   | 2008. november 1.    | Connecticut Huskies                              | 12:00pm (19:00 CET)     | Rentschler Field             | ESPN+ | Gy 35-13 |         | espn.com     |
| 9   | 2008. november 8.    | Cincinnati Bearcats                              | 7:00pm (1:00 CET)       | Mountaineer Field            | ESPNU | V 23-26  | #20     | espn.com     |
| 10  | 2008. november 22.   | Louisville Cardinals                             | 12:00pm (19:00 CET)     | Papa John's Cardinal Stadium | ESPN  | Gy 35-21 |         | espn.com     |
| 11  | 2008. november 28.   | Pittsburgh Panthers (Backyard Brawl)             | 12:00pm (19:00 CET)     | Heinz Field                  | ABC   | V 15-19  |         | espn.com     |
| 12  | 2008. december 12.   | South Florida Bulls                              | 8:00pm (2:00 CET)       | Mountaineer Field            | ESPN2 | Gy 13-7  |         | espn.com     |

* Konferencián kívüli meccs (interkonferenciális meccs). † Hazatérés (Homecoming). Minden időpont az EST szerint.